# Rodolfo Gamarra
Rodolfo Vicente Gamarra Varela (Limpio, 1988. december 10. –) paraguayi válogatott labdarúgó, aki jelenleg a Club Libertad játékosa.
A válogatott tagjaként részt vett a 2010-es labdarúgó-világbajnokságon.

## Statisztika
| Paraguay | Paraguay | Paraguay |
| Év       | Mérk.    | Gólok    |
| -------- | -------- | -------- |
| 2009     | 2        | 0        |
| 2010     | 1        | 0        |
| 2011     | 0        | 0        |
| Összesen | 3        | 0        |

## Sikerei, díjai
- Club Libertad
  - Paraguayi bajnok: 2010, 2012